# 2024年パリオリンピックのテニス競技
2024年パリオリンピックのテニス競技は、2024年7月27日から8月4日までパリ16区にあるスタッド・ローラン・ギャロスで開催されたオリンピックテニス競技である。

## 概要
国際テニス連盟（ITF）管轄。コートサーフェスは屋外レッドクレー。オリンピックのテニス競技がクレーコートで行われるのは1992年バルセロナ大会以来となる。

### 種目
男子・女子シングルス（各64ドロー）、男子・女子ダブルス（各32ドロー）、混合ダブルス（16ドロー）の計5種目が行われる。

### 試合形式

#### シングルス
シングルスの試合はベスト・オブ3タイブレーク・セットで行われる。

#### ダブルス
ダブルスの試合はベスト・オブ3タイブレーク・セットで行われる。ただし、第3セットは10ポイント制のマッチ・タイブレークを採用。

## 参加国・選手数
シングルスとダブルス合わせてのべ172名の選手が出場。出場選手はオリンピックサイクル（2020年8月10日から2024年6月末の間にデビスカップかビリー・ジーン・キング・カップで2回（うち1回は2023年か2024年）以上の代表歴が必要となる。
シングルスは、2024年6月10日時点でのATPランキング及び同日現在のWTAランキングの上位56選手が出場できるが、1カ国につき男女それぞれ最大4名と定められている。残り8名のうち4名は各大陸予選枠での出場となる。2023年パンアメリカン競技大会で2枠、2022年アジア競技大会、2023年アフリカ競技大会でそれぞれ1枠が与えられる。また、過去のオリンピック金メダリストかグランドスラム大会優勝者の中から2名が出場する。いずれも、ランキングで400位以内に位置することが条件である。その他に開催国枠（他に出場枠を獲得した選手がいない場合）と、ユニバーサリティ枠としてそれぞれ1枠が与えられる。
ダブルスは、ダブルスランキング又は複合ランキング（選手ごとにシングルスランキングとダブルスランキングのうち優れている方をペアごとに合計する）を基に1カ国2組まで出場できる（開催国枠（男女1組ずつ）を含む）が、シングルスとダブルスの合計では1カ国につき男女それぞれ6名以内となっている。
混合ダブルスはシングルスまたはダブルスの出場選手を対象に複合ランキングを基に選考される（開催国枠1組を含む）ため、混合ダブルスのみの出場選手はいない。

## 日程
テニス競技は2024年7月27日から8月4日にかけて行われた。
| 日付           | 7月27日 (土) | 7月28日 (日) | 7月29日 (月) | 7月30日 (火) | 7月31日 (水) | 8月1日 (木) | 8月2日 (金)     | 8月3日 (土) | 8月4日 (日)     |
| -------------- | ------------ | ------------ | ------------ | ------------ | ------------ | ----------- | --------------- | ----------- | --------------- |
| 男子シングルス | 1回戦        | 1回戦        | 2回戦        | 2回戦        | 3回戦        | 準々決勝    | 準決勝          | 3位決定戦   | 決勝            |
| 女子シングルス | 1回戦        | 1回戦        | 2回戦        | 3回戦        | 準々決勝     | 準決勝      | 3位決定戦       | 決勝        | —               |
| 男子ダブルス   | 1回戦        | 1回戦        | 2回戦        | 準々決勝     | 準決勝       | —           | 3位決定戦       | 決勝        | —               |
| 女子ダブルス   | 1回戦        | 1回戦        | 2回戦        | 2回戦        | 準々決勝     | 準決勝      | —               | —           | 3位決定戦／決勝 |
| 混合ダブルス   | —            | —            | 1回戦        | 1回戦        | 準々決勝     | 準決勝      | 3位決定戦／決勝 | —           | —               |

## 競技結果

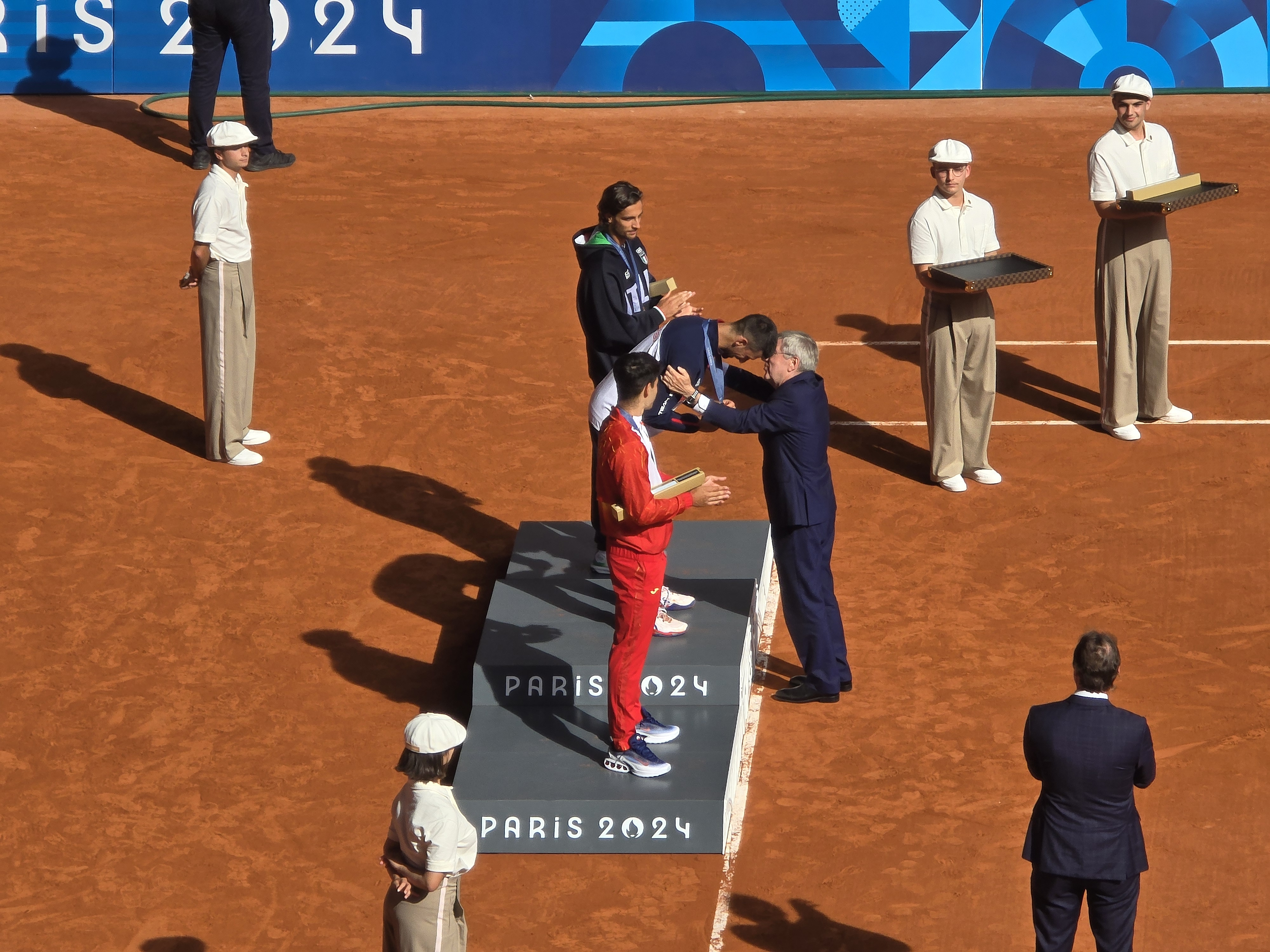
男子シングルス表彰式

| 種目                | 金                                                       | 銀                                                             | 銅                                                                       |
| ------------------- | -------------------------------------------------------- | -------------------------------------------------------------- | ------------------------------------------------------------------------ |
| 男子シングルス 詳細 | ノバク・ジョコビッチ セルビア (SRB)                      | カルロス・アルカラス スペイン (ESP)                            | ロレンツォ・ムゼッティ イタリア (ITA)                                    |
| 女子シングルス 詳細 | 鄭欽文 中国 (CHN)                                        | ドナ・ベキッチ クロアチア (CRO)                                | イガ・シフィオンテク ポーランド (POL)                                    |
| 男子ダブルス 詳細   | オーストラリア (AUS) マシュー・エブデン ジョン・ピアース | アメリカ合衆国 (USA) オースティン・クライチェク ラジーブ・ラム | アメリカ合衆国 (USA) テイラー・フリッツ トミー・ポール                   |
| 女子ダブルス 詳細   | イタリア (ITA) サラ・エラニ ジャスミン・パオリーニ       | 個人の中立選手 (AIN) ミラ・アンドレーワ ディアナ・シュナイデル | スペイン (ESP) クリスティーナ・ブクサ サラ・ソリベス・トルモ             |
| 混合ダブルス 詳細   | チェコ (CZE) カテリナ・シニャコバ トマーシュ・マハーチ   | 中国 (CHN) 王欣瑜 張之臻                                       | カナダ (CAN) ガブリエラ・ダブロウスキー フェリックス・オジェ＝アリアシム |
| 出典                |                                                          |                                                                |                                                                          |

## 備考
- 男子シングルスで優勝したノバク・ジョコビッチは、この大会でオリンピックおよびグランドスラム大会（四大大会）のすべてで優勝する「キャリア・ゴールデン・スラム」を達成した[10]。
- 女子シングルスでは、鄭欽文が中国勢初となる五輪金メダルを獲得した[11]。
- 前回と前々回の五輪男子シングルスを連覇したアンディ・マレーが、今大会のダブルス出場をもって現役引退した[12]。